# Boží Dar
Boží Dar (niem. Gottesgab) – czwarte najmniejsze miasto w Czechach, położone w kraju karlowarskim, przy granicy z Niemcami, znany górski ośrodek turystyczny i sportowy. Jest najwyżej położonym miastem Czech – leży na wysokości 1028 m n.p.m..
Według danych z 1 stycznia 2024, liczba mieszkańców miasta wynosi 263 osoby (4331. miejsce w kraju wśród miejscowości; 607. miejsce wśród miast).

## Demografia
| Rok             | 2008 | 2016 | 2024 |
| --------------- | ---- | ---- | ---- |
| Liczba ludności | 187  | 236  | 263  |